# ARA Misiones (D-11)
El ARA Misiones (D-11) fue un torpedero/destructor de la clase Buenos Aires que prestó servicio en la Armada Argentina entre 1938 y 1971.

## Historia

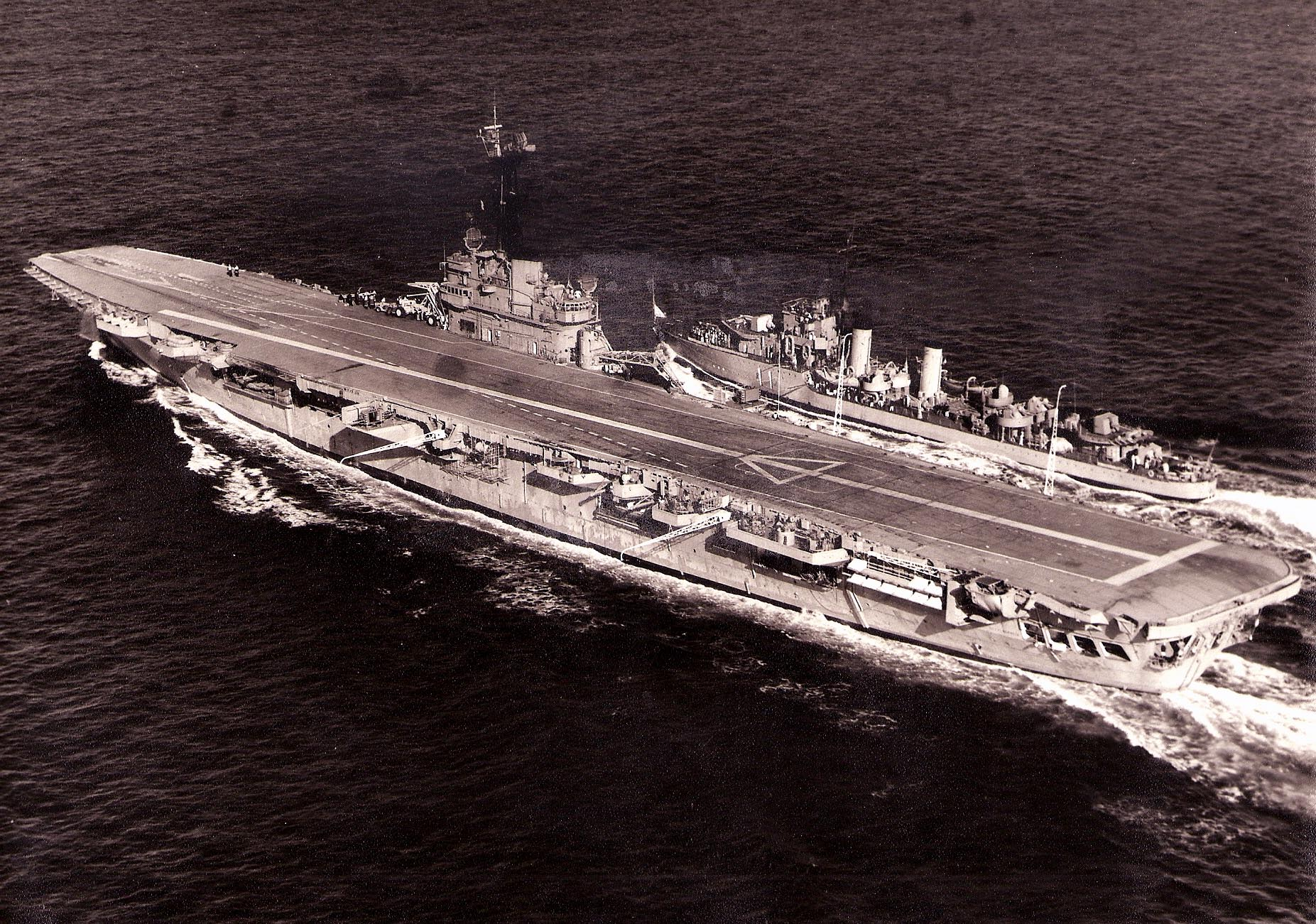
El portaaviones de la clase Colossus ARA Independencia (ex HMS Warrior) junto al destructor ARA Misiones

Entró al servicio con la Armada en 1938. Tenía un desplazamiento 1375 t, una eslora de 98,45 m, una manga de 10,58 m y un calado de 3,2 m. Estaba propulsado por dos turbinas de engranajes y tres calderas. Su velocidad máxima eran los 35,5 nudos. Su armamento eran cuatro cañones de calibre 120 mm, ocho ametralladoras de 12,7 mm y ocho tubos lanzatorpedos de 533 mm.
El Misiones apoyó el golpe de Estado del 16 de septiembre de 1955 que dio origen a la Revolución Libertadora.
El 21 y 22 de mayo de 1958, el Misiones tomó parte de las acciones que luego se conocieron como la Operación Golfo Nuevo. En dichas acciones, la flota argentina persiguió infructuosamente un supuesto submarino infiltrado en el golfo Nuevo.
Causó baja en 1971.